# Coppa Italia 1935-1936
La Coppa Italia 1935-1936 fu la 3ª edizione della manifestazione calcistica. Iniziò il 14 settembre 1935 e si concluse l'11 giugno 1936. Il trofeo fu vinto dal Torino, al suo primo titolo.
Il regolamento prevedeva innanzitutto due turni eliminatori tra le 64 squadre iscritte alla Serie C, suddivise con gli stessi criteri geografici del campionato. Le sedici sopravvissute accedevano ad un terzo turno eliminatorio, a cui partecipavano anche i club della Serie B. A questo punto iniziava la competizione vera e propria, coi sedicesimi di finale dove si incontravano anche le società di Serie A.
L'intero torneo si basava sul sistema dei replay in uso nella Coppa d'Inghilterra: i match si disputavano sul campo di una delle due avversarie (si designava per sorteggio), ma qualora dopo eventuali supplementari nessuno fosse riuscito ad avere la meglio, si sarebbe giocata una gara di ripetizione al campo invertito. La finale fu programmata invece in gara secca sul campo neutro dello Stadio Marassi di Genova.
La riduzione del campionato a 16 squadre permise la regolare conclusione del torneo a fine stagione. Alla fine a prevalere fu la squadra del Torino, che ebbe altresì da regolamento un accesso assicurato alla Coppa dell'Europa Centrale indipendentemente dal proprio piazzamento in campionato.

## Squadre partecipanti
Di seguito l'elenco delle squadre partecipanti, ossia tutti i membri del Direttorio Divisioni Superiori.

### Serie A
| - Alessandria - Ambrosiana-Inter - Bari - Bologna | - Brescia - Fiorentina - Genova 1893 - Juventus | - Lazio - Milan - Napoli - Palermo | - Roma - Sampierdarenese - Torino - Triestina |

### Serie B
| - Aquila - Atalanta - Catania - Foggia - Livorno | - Lucchese - Messina - Modena - Novara - Pisa | - Pistoiese - Pro Vercelli - Siena - SPAL - Taranto | - Verona - Vezio Parducci Viareggio - GC Vigevanesi |

### Serie C
| - Alma Juventus Fano - Anconitana-Bianchi - Andrea Doria - Aquila Montevarchi - Asti - Bagnolese - Biellese - Casale - Cagliari - Catanzarese - Cerignola - Civitavecchiese - Comense - Cosenza - Crema - Cremonese | - Cusiana - Derthona - Empoli - Entella - Falck - Fanfulla - Fermana - Fiumana - Forlimpopoli - Gallaratese - Grion Pola - Imperia - Jesi - Juventus Trapani - Le Signe - Lecco | - Legnano - Libertas Rimini - Littorio Benevento - SC Lucano - Mantova - Monza - Nissena - Padova - Parma - Pescara - Piacenza - Pontedecimo - Pontedera - Pro Gorizia - Pro Patria - Reggiana | - Rivarolese - Rovigo - Salernitana - Sanremese - Savoia - Savona - Sempre Avanti - Seregno - Sestrese - Spezia - Trento - Treviso - Udinese - Venezia - Ventimigliese - Vicenza |

## Date
| Fase        | Turno                  | Andata                                        |
| ----------- | ---------------------- | --------------------------------------------- |
| Preliminari | 1º turno               | 14 - 15 settembre 1935                        |
| Preliminari | 2º turno               | 27 - 28 ottobre 1935                          |
| Preliminari | Qualificazioni Serie B | 7 novembre 1935                               |
| Preliminari | 3º turno               | 23 - 24 novembre 1935                         |
| Fase Finale | Sedicesimi             | 25 dicembre 1935 - 1º gennaio 1936            |
| Fase Finale | Ottavi                 | 18 gennaio - 21 maggio 1936                   |
| Fase Finale | Quarti                 | 24 maggio 1936                                |
| Fase Finale | Semifinali             | 31 maggio 1936                                |
| Fase Finale | Finale                 | 11 giugno 1936 Genova (Stadio Luigi Ferraris) |

## Primo turno eliminatorio
Ci partecipano le 64 squadre di Serie C divise in quattro gruppi su base geografica, ciascuno di 16 squadre.

### Gruppo A Nord-Est
| Squadra 1           | Risultato   | Squadra 2          |
| ------------------- | ----------- | ------------------ |
| 15 settembre 1935   |             |                    |
| Anconitana-Bianchi  | 4 - 1       | Grion Pola         |
| Fiumana             | 3 - 2       | Forlimpopoli       |
| Jesi                | 1 - 2 (dts) | Rovigo             |
| Mantova             | 1 - 1 (dts) | Fano Alma Juventus |
| Padova              | 0 - 0 (dts) | Venezia            |
| Pro Gorizia         | 2 - 1       | Treviso            |
| Udinese             | 4 - 3       | Trento             |
| Vicenza             | 3 - 4       | Libertas Rimini    |
| 19 settembre 1935   |             |                    |
| *Fano Alma Juventus | 2 - 2 (dts) | Mantova*           |
| Venezia             | 2 - 1       | Padova             |

* A causa del ritiro del Pescara, le due squadre furono ammesse al secondo turno eliminatorio.

### Gruppo B Lombardia-Emilia
| Squadra 1         | Risultato     | Squadra 2  |
| ----------------- | ------------- | ---------- |
| 15 settembre 1935 |               |            |
| Cremonese         | 2 - 0* (tav.) | Comense    |
| Cusiana Omegna    | 1 - 2         | Crema      |
| Falck             | 2 - 1 (dts)   | Pro Patria |
| Gallaratese       | 2 - 1         | Biellese   |
| Lecco             | 0 - 2         | Legnano    |
| Parma             | 3 - 1         | Fanfulla   |
| Reggiana          | 4 - 1         | Piacenza   |
| Seregno           | 2 - 0         | Monza      |

* La Cremonese passa il turno per forfait della Comense.

### Gruppo C Nord-Ovest
| Squadra 1          | Risultato | Squadra 2   |
| ------------------ | --------- | ----------- |
| 14 settembre 1935  |           |             |
| Andrea Doria       | 5 - 3     | Asti        |
| 15 settembre 1935  |           |             |
| Empoli             | 1 - 0     | Pontedera   |
| Imperia            | 3 - 1     | Derthona    |
| Aquila Montevarchi | 2 - 1     | Pontedecimo |
| Sanremese          | 2 - 0     | Spezia      |
| Savona             | 1 - 2     | Entella     |
| Sestrese           | 2 - 1     | Rivarolese  |
| Ventimigliese      | 4 - 2     | Casale      |

### Gruppo D Centro-Sud
| Squadra 1              | Risultato     | Squadra 2        |
| ---------------------- | ------------- | ---------------- |
| 15 settembre 1935      |               |                  |
| Benevento              | 2 - 1         | Cosenza          |
| Catanzarese            | 4 - 1         | Le Signe         |
| Civitavecchiese        | 5 - 1         | Fermana          |
| Nissena                | 2 - 0* (tav.) | Juventus Trapani |
| **Pescara              | 1 - 0         | Lucano           |
| Sempre Avanti Piombino | 2 - 0         | Cagliari         |
| Salernitana            | 3 - 1         | US Bagnolese     |
| Savoia                 | 2 - 1 (dts)   | Cerignola        |

* La Nissena passa il turno per forfait della Juventus Trapani.
** Il Pescara si ritira dal torneo dopo questo turno.

## Secondo turno eliminatorio
Le otto squadre passate in ogni girone, si incontrano per determinare le quattro squadre da qualificarsi al terzo turno eliminatorio (in totale 16), dove aggiungerebbero alle squadre di Serie B. Inoltre, poiché queste ultime sono diciotto, a fronte delle sedici necessarie per il tabellone, ne vengono sorteggiate quattro che disputano un turno di qualificazione.

### Gruppo A Nord-Est
| Squadra 1          | Risultato   | Squadra 2          |
| ------------------ | ----------- | ------------------ |
| 27 ottobre 1935    |             |                    |
| Anconitana-Bianchi | 1 - 2       | Fano Alma Juventus |
| Libertas Rimini    | 1 - 1 (dts) | Pro Gorizia        |
| Rovigo             | 2 - 0       | Udinese            |
| Venezia            | 2 - 0       | Fiumana            |
| 7 novembre 1935    |             |                    |
| Pro Gorizia        | 3 - 0       | Libertas Rimini    |

### Gruppo B Lombardia-Emilia
| Squadra 1       | Risultato     | Squadra 2   |
| --------------- | ------------- | ----------- |
| 27 ottobre 1935 |               |             |
| Crema           | 0 - 1         | Reggiana    |
| Legnano         | 2 - 0* (tav.) | Falck       |
| Seregno         | 2 - 3         | Mantova     |
| 28 ottobre 1935 |               |             |
| Cremonese       | 1 - 0         | Gallaratese |

* Il match fu sospeso al 52', sul 2-0 per il Legnano, causa il ritiro della Falck a seguito della morte del calciatore Renzo Gotti dovuta a paralisi cardiaca. La partita fu annullata e assegnata a tavolino al Legnano

### Gruppo C Nord-Ovest
| Squadra 1       | Risultato | Squadra 2          |
| --------------- | --------- | ------------------ |
| 27 ottobre 1935 |           |                    |
| Parma           | 3 - 1     | Aquila Montevarchi |
| 28 ottobre 1935 |           |                    |
| Entella         | 0 - 1     | Ventimigliese      |
| Imperia         | 3 - 4     | Sanremese          |
| Sestrese        | 2 - 1     | Andrea Doria       |

### Gruppo D Centro-Sud
| Squadra 1       | Risultato   | Squadra 2              |
| --------------- | ----------- | ---------------------- |
| 27 ottobre 1935 |             |                        |
| Catanzarese     | 6 - 0       | Benevento              |
| Civitavecchiese | 3 - 2 (dts) | Savoia                 |
| Empoli          | 1 - 2       | Sempre Avanti Piombino |
| Salernitana     | 0 - 1       | Nissena                |

### Qualificazioni per la Serie B
| Squadra 1        | Risultato   | Squadra 2                |
| ---------------- | ----------- | ------------------------ |
| 7 novembre 1935  |             |                          |
| Atalanta         | 0 - 2       | Vezio Parducci Viareggio |
| Lucchese         | 2 - 2 (dts) | L'Aquila                 |
| 14 novembre 1935 |             |                          |
| L'Aquila         | 2 - 0       | Lucchese                 |

## Terzo turno eliminatorio
In questo turno entrano in gioco le altre 14 squadre di Serie B non impegnate nelle qualificazioni.
| Squadra 1          | Risultato    | Squadra 2                |
| ------------------ | ------------ | ------------------------ |
| 23 novembre 1935   |              |                          |
| Novara             | 5 - 1        | Vigevanesi               |
| Pro Vercelli       | 2 - 1        | Legnano                  |
| 24 novembre 1935   |              |                          |
| Fano Alma Juventus | 2 - 1        | Verona                   |
| Catania            | 4 - 0        | Civitavecchiese          |
| Cremonese          | 3 - 1        | Mantova                  |
| Livorno            | 5 - 0        | Siena                    |
| AC Messina         | 1 - 0        | Sempre Avanti Piombino   |
| Nissena            | 2 - 2 (dts)  | Catanzarese              |
| Pisa               | 3 - 1        | Aquila                   |
| Reggiana           | 1 - 0        | Vezio Parducci Viareggio |
| Rovigo             | 2 - 1        | Pro Gorizia              |
| Sanremese          | 3 - 2        | Parma                    |
| Sestrese           | 3 - 0        | Ventimigliese            |
| SPAL               | 1 - 1 (dts)* | Modena                   |
| Taranto            | 1 - 1 (dts)  | Foggia                   |
| Venezia            | 2 - 1        | Pistoiese                |
| 28 novembre 1935   |              |                          |
| Catanzarese        | 4 - 1        | Nissena                  |
| Modena             | 3 - 2 (dts)  | SPAL                     |
| Foggia             | 2 - 1        | Taranto                  |

* La partita fu sospesa durante i tempi supplementari per intervenuta oscurità.

## Tabellone torneo (dai sedicesimi)
|  | Sedicesimi di finale | Sedicesimi di finale | Sedicesimi di finale |  |  | Ottavi di finale | Ottavi di finale | Ottavi di finale |            |   | Quarti di finale | Quarti di finale | Quarti di finale |            |   | Semifinali | Semifinali | Semifinali  |             |   | Finale | Finale | Finale |  |
|  |                      |                      |                      |  |  |                  |                  |                  |            |   |                  |                  |                  |            |   |            |            |             |             |   |        |        |        |  |
|  | Torino               | Torino               | 2                    |  |  |                  |                  |                  |            |   |                  |                  |                  |            |   |            |            |             |             |   |        |        |        |  |
|  | Reggiana             | Reggiana             | 0                    |  |  | Torino           | Torino           | 8                |            |   |                  |                  |                  |            |   |            |            |             |             |   |        |        |        |  |
|  | Catania              | Catania              | 1                    |  |  | Catania          | Catania          | 2                |            |   |                  |                  |                  |            |   |            |            |             |             |   |        |        |        |  |
|  | Palermo              | Palermo              | 0                    |  |  |                  |                  |                  |            |   | Torino           | Torino           | 4                |            |   |            |            |             |             |   |        |        |        |  |
|  | Livorno              | Livorno              | 7                    |  |  |                  |                  | Livorno          | Livorno    | 2 |                  |                  |                  |            |   |            |            |             |             |   |        |        |        |  |
|  | Catanzarese          | Catanzarese          | 2                    |  |  | Livorno          | Livorno          | 5                |            |   |                  |                  |                  |            |   |            |            |             |             |   |        |        |        |  |
|  | Messina              | Messina              | 2                    |  |  | Sampierdarenese  | Sampierdarenese  | 3                |            |   |                  |                  |                  |            |   |            |            |             |             |   |        |        |        |  |
|  | Sampierdarenese      | Sampierdarenese      | 4                    |  |  |                  |                  |                  |            |   | Torino           | Torino           | 2                |            |   |            |            |             |             |   |        |        |        |  |
|  | Ambrosiana-Inter     | Ambrosiana-Inter     | 4                    |  |  |                  |                  |                  |            |   |                  |                  | Fiorentina       | Fiorentina | 0 |            |            |             |             |   |        |        |        |  |
|  | Brescia              | Brescia              | 0                    |  |  | Ambrosiana-Inter | Ambrosiana-Inter | 0                |            |   |                  |                  |                  |            |   |            |            |             |             |   |        |        |        |  |
|  | Sanremese            | Sanremese            | 1                    |  |  | Juventus         | Juventus         | 1                |            |   |                  |                  |                  |            |   |            |            |             |             |   |        |        |        |  |
|  | Juventus             | Juventus             | 4                    |  |  |                  |                  |                  |            |   | Juventus         | Juventus         | 1                |            |   |            |            |             |             |   |        |        |        |  |
|  | Fiorentina           | Fiorentina           | 8                    |  |  |                  |                  | Fiorentina       | Fiorentina | 3 |                  |                  |                  |            |   |            |            |             |             |   |        |        |        |  |
|  | Sestrese             | Sestrese             | 0                    |  |  | Fiorentina       | Fiorentina       | 3                |            |   |                  |                  |                  |            |   |            |            |             |             |   |        |        |        |  |
|  | Genova 1893          | Genova 1893          | 3                    |  |  | Genova 1893      | Genova 1893      | 0                |            |   |                  |                  |                  |            |   |            |            |             |             |   |        |        |        |  |
|  | Pisa                 | Pisa                 | 2                    |  |  |                  |                  |                  |            |   | Torino           | Torino           | 5                |            |   |            |            |             |             |   |        |        |        |  |
|  | Cremonese            | Cremonese            | 1                    |  |  |                  |                  |                  |            |   |                  |                  |                  |            |   |            |            | Alessandria | Alessandria | 1 |        |        |        |  |
|  | Alessandria          | Alessandria          | 4                    |  |  | Alessandria      | Alessandria      | 4                |            |   |                  |                  |                  |            |   |            |            |             |             |   |        |        |        |  |
|  | Modena               | Modena               | 5                    |  |  | Modena           | Modena           | 0                |            |   |                  |                  |                  |            |   |            |            |             |             |   |        |        |        |  |
|  | Pro Vercelli         | Pro Vercelli         | 0                    |  |  |                  |                  |                  |            |   | Alessandria      | Alessandria      | 1                |            |   |            |            |             |             |   |        |        |        |  |
|  | Lazio                | Lazio                | 2                    |  |  |                  |                  | Lazio            | Lazio      | 0 |                  |                  |                  |            |   |            |            |             |             |   |        |        |        |  |
|  | Venezia              | Venezia              | 0                    |  |  | Lazio            | Lazio            | 2                |            |   |                  |                  |                  |            |   |            |            |             |             |   |        |        |        |  |
|  | Foggia               | Foggia               | 0                    |  |  | Roma             | Roma             | 1                |            |   |                  |                  |                  |            |   |            |            |             |             |   |        |        |        |  |
|  | Roma                 | Roma                 | 4                    |  |  |                  |                  |                  |            |   | Alessandria      | Alessandria      | 1                |            |   |            |            |             |             |   |        |        |        |  |
|  | Napoli               | Napoli               | 2                    |  |  |                  |                  |                  |            |   |                  |                  | Milan            | Milan      | 0 |            |            |             |             |   |        |        |        |  |
|  | Bari                 | Bari                 | 1                    |  |  | Napoli           | Napoli           | 3                |            |   |                  |                  |                  |            |   |            |            |             |             |   |        |        |        |  |
|  | Triestina (1)        | Triestina (1)        | 3                    |  |  | Triestina        | Triestina        | 1                |            |   |                  |                  |                  |            |   |            |            |             |             |   |        |        |        |  |
|  | Rovigo (1)           | Rovigo (1)           | 1                    |  |  |                  |                  |                  |            |   | Napoli           | Napoli           | 1                |            |   |            |            |             |             |   |        |        |        |  |
|  | Fano                 | Fano                 | 2                    |  |  |                  |                  | Milan            | Milan      | 2 |                  |                  |                  |            |   |            |            |             |             |   |        |        |        |  |
|  | Milan                | Milan                | 4                    |  |  | Milan            | Milan            | 3                |            |   |                  |                  |                  |            |   |            |            |             |             |   |        |        |        |  |
|  | Bologna              | Bologna              | 1                    |  |  | Bologna          | Bologna          | 0                |            |   |                  |                  |                  |            |   |            |            |             |             |   |        |        |        |  |
|  | Novara               | Novara               | 0                    |  |  |                  |                  |                  |            |   |                  |                  |                  |            |   |            |            |             |             |   |        |        |        |  |

## Sedicesimi di finale
In questo turno entrano tutte le 16 squadre di Serie A.
| Arbitro: | Mastellari (Bologna) |

|                                                 |           |  |
| Demaria 26’ Meazza 27’ Mascheroni 34’ Porta 47’ | Marcatori |  |

| Arbitro: | Conticini (Firenze) |

|           |           |  |
| Violi 30’ | Marcatori |  |

| Arbitro: | Turbiani (Ferrara) |

|              |           |  |
| Franzoni 25’ | Marcatori |  |

| Arbitro: | Gonani (Ravenna) |

|                  |           |                                                      |
| Mancini 32’, 74’ | Marcatori | 17’, 53’ Arnoni 32’ Moretti 36’ Spinola 40’ Zidarich |

| Arbitro: | Galeati (Bologna) |

|                                                                  |           |  |
| Mannelli 33’, 69’ Romagnoli 43’, 57’, 79’ Nehadoma 70’, 75’, 89’ | Marcatori |  |

| Arbitro: | Bevilacqua (Viareggio) |

|  |           |                                              |
|  | Marcatori | 21’ Gadaldi 25’ Trombetta 77’, 88’ Subinaghi |

| Arbitro: | Soliani (Genova) |

|                        |           |  |
| Piola 32’ Levratto 36’ | Marcatori |  |

| Arbitro: | Mazza (Torre del Greco) |

|                                                            |           |               |
| Costanzo 3’ Guasconi 5’ Arcari 51’, 64’, 66’ Neri 61’, 80’ | Marcatori | 12’, 87’ Boni |

| Arbitro: | Turbiani (Ferrara) |

|                   |           |                                                 |
| Ferretti 65’, 85’ | Marcatori | 10’ Allegri 29’ Poggi 48’ Cerutti 63’ Malatesta |

| Arbitro: | Ciamberlini (Genova) |

|                                               |           |  |
| Meucci 6’, 44’, 70’ Ravizzoli 15’ Bellini 85’ | Marcatori |  |

| Arbitro: | Mazzarini (Roma) |

|             |           |                                         |
| Ferrari 54’ | Marcatori | 32’ Menti 37’, 69’ Gabetto 38’ Varglien |

| Arbitro: | Gondola (Fiume) |

|                  |           |  |
| Ussello 61’, 77’ | Marcatori |  |

| Arbitro: | Bertoli (Vicenza) |

|              |           |             |
| Trevisan 36’ | Marcatori | 29’ Cortivo |

| Arbitro: | Saracini (Ancona) |

|             |           |                                                |
| Ranelli 70’ | Marcatori | 12’ Gastaldi 59’ Busani 72’ Celoria 87’ Milano |

| Arbitro: | Bertolio (Torino) |

|                                        |           |                        |
| Fillola 20’ Libonatti 22’ Scategni 76’ | Marcatori | 34’ Bertoni 58’ Tonali |

| Arbitro: | Dattilo (Roma) |

|                            |           |                 |
| Sallustro 35’ Rossetti 65’ | Marcatori | 61’ Pignattelli |

| Arbitro: | Turbiani (Ferrara) |

|             |           |                                 |
| Cortivo 55’ | Marcatori | 16’ Colaussi 45’ Rocco 65’ Mian |

### Tabella riassuntiva
| Squadra 1          | Risultato   | Squadra 2       |
| ------------------ | ----------- | --------------- |
| 25 dicembre 1935   |             |                 |
| Ambrosiana-Inter   | 4 - 0       | Brescia         |
| Bologna            | 1 - 0       | Novara          |
| Catania            | 1 - 0       | Palermo         |
| 26 dicembre 1935   |             |                 |
| Fano Alma Juventus | 2 - 4       | Milan           |
| Fiorentina         | 8 - 0       | Sestrese        |
| Foggia             | 0 - 4       | Roma            |
| Lazio              | 2 - 0       | Venezia         |
| Livorno            | 7 - 2       | Catanzarese     |
| AC Messina         | 2 - 4       | Sampierdarenese |
| Modena             | 5 - 0       | Pro Vercelli    |
| Sanremese          | 1 - 4       | Juventus        |
| Torino             | 2 - 0       | Reggiana        |
| Triestina          | 1 - 1 (dts) | Rovigo          |
| 1º gennaio 1936    |             |                 |
| Cremonese          | 1 - 4       | Alessandria     |
| Genova 1893        | 3 - 2       | Pisa            |
| Napoli             | 2 - 1       | Bari            |
| Rovigo             | 1 - 3       | Triestina       |

## Ottavi di finale
| Arbitro: | Mattea (Torino) |

|                        |           |             |
| Piola 35’ Camolese 38’ | Marcatori | 68’ Gadaldi |

| Arbitro: | Scarpi (Dolo) |

|                             |           |  |
| Arcari 53’, 71’ Moretti 64’ | Marcatori |  |

| Arbitro: | Sassi (Roma) |

|                                         |           |  |
| Svageli 5’ Busani 25’ Gastaldi 50’, 59’ | Marcatori |  |

| Firenze 19 gennaio 1936 Ottavi di finale                                   | Fiorentina | 3 – 0 referto | Genova 1893 | Stadio Giovanni Berta |
| \| \| \| \| \| Nehadoma 39’ Romagnoli 77’ Perazzolo 82’ \| Marcatori \| \| |            |               |             |                       |
|                                                                            |            |               |             |                       |
| Nehadoma 39’ Romagnoli 77’ Perazzolo 82’                                   | Marcatori  |               |             |                       |

| Arbitro: | Gonani (Ravenna) |

|                                                         |           |                                         |
| Arcari 4’, 52’ Garraffa 43’ Faccenda 100’ Magnozzi 113’ | Marcatori | 13’ Spivach 36’ Callegari 63’ Silvestri |

| Arbitro: | Mazzarini (Roma) |

|                                |           |          |
| Rossetti 37’ Venditto 43’, 60’ | Marcatori | 21’ Mian |

| Arbitro: | Mastellari (Bologna) |

|                                                            |           |                                 |
| Buscaglia 20’, 29’, 39’, 50’, 55’, 69’ Baldi 31’ Galli 63’ | Marcatori | 68’ (aut.) Ferrini 87’ Nicolosi |

| Arbitro: | Dattilo (Roma) |

|  |           |           |
|  | Marcatori | 81’ Diena |

### Tabella riassuntiva
| Squadra 1        | Risultato   | Squadra 2       |
| ---------------- | ----------- | --------------- |
| 18 gennaio 1936  |             |                 |
| Lazio            | 2 - 1       | Roma            |
| Milan            | 3 - 0       | Bologna         |
| 19 gennaio 1936  |             |                 |
| Alessandria      | 4 - 0       | Modena          |
| Fiorentina       | 3 - 0       | Genova 1893     |
| Livorno          | 5 - 3 (dts) | Sampierdarenese |
| Napoli           | 3 - 1       | Triestina       |
| Torino           | 8 - 2       | Catania         |
| 21 maggio 1936   |             |                 |
| Ambrosiana-Inter | 0 - 1       | Juventus        |

## Quarti di finale
| Arbitro: | Scorzoni (Bologna) |

|           |           |  |
| Notti 66’ | Marcatori |  |

| Arbitro: | Scarpi (Dolo) |

|              |           |                                         |
| Varglien 16’ | Marcatori | 75’ Perazzolo 83’ Scagliotti 86’ Comini |

| Arbitro: | Ciamberlini (Genova) |

|                     |           |                       |
| Buscaglia 3’ (rig.) | Marcatori | 10’ Arnoni 22’ Romani |

| Arbitro: | Gianelli (Genova) |

|                                       |           |                         |
| Galli 22’, 102’ Bo 50’ Buscaglia 108’ | Marcatori | 78’ Zennaro 82’ Gravisi |

### Tabella riassuntiva
| Squadra 1      | Risultato | Squadra 2  |
| -------------- | --------- | ---------- |
| 24 maggio 1936 |           |            |
| Alessandria    | 1 - 0     | Lazio      |
| Juventus       | 1 - 3     | Fiorentina |
| Napoli         | 1 - 2     | Milan      |
| Torino         | 4 - 2     | Livorno    |

## Semifinali
| Arbitro: | Turbiani (Ferrara) |

|           |           |  |
| Croce 89’ | Marcatori |  |

| Arbitro: | Galeati (Bologna) |

|                      |           |  |
| Prato 73’ Silano 85’ | Marcatori |  |

### Tabella riassuntiva
| Squadra 1      | Risultato | Squadra 2  |
| -------------- | --------- | ---------- |
| 31 maggio 1936 |           |            |
| Alessandria    | 1 - 0     | Milan      |
| Torino         | 2 - 0     | Fiorentina |

## Finale
| Arbitro: | Mastellari (Bologna) |

|                                             |           |              |
| Galli 7’, 70’ Silano 20’, 78’ Buscaglia 57’ | Marcatori | 16’ Riccardi |

| Torino | Alessandria |

| Torino         |                  |
|                |                  |
| 1              | Giuseppe Maina   |
| 2              | Luigi Brunella   |
| 3              | Osvaldo Ferrini  |
| 4              | Cesare Gallea    |
| 5              | Antonio Janni    |
| 6              | Filippo Prato    |
| 7              | Mario Bo         |
| 8              | Fioravante Baldi |
| 9              | Remo Galli       |
| 10             | Pietro Buscaglia |
| 11             | Onesto Silano    |
| Allenatore:    |                  |
| Tony Cargnelli |                  |

| Alessandria  |                   |
|              |                   |
| 1            | Ugo Ceresa        |
| 2            | Umberto Lombardo  |
| 3            | Giuseppe Turino   |
| 4            | Oreste Barale     |
| 5            | Pasquale Parodi   |
| 6            | Luigi Milano      |
| 7            | Umberto Busani    |
| 8            | Giovanni Riccardi |
| 9            | Alfredo Notti     |
| 10           | Luciano Robotti   |
| 11           | Aldo Croce        |
| Allenatore:  |                   |
| Karl Stürmer |                   |

### Tabella riassuntiva
| Squadra 1 | Risultato | Squadra 2   |
| --------- | --------- | ----------- |
| Torino    | 5 - 1     | Alessandria |

## Record
- Maggior numero di partite giocate: Alessandria, Catanzarese, Fano, Rovigo, Torino, Venezia (5)
- Maggior numero di vittorie: Torino (5)
- Maggior numero di vittorie in trasferta: Juventus, Milan (2)
- Miglior attacco: Torino (21)
- Peggior attacco:
- Miglior difesa:
- Peggior difesa:
- Miglior differenza reti:
- Peggior differenza reti:
- Partita con maggiore scarto di reti: Fiorentina-Sestrese 8-0 (8)
- Partita con più reti: Torino-Catania 8-2 (10)
- Partita con più spettatori:
- Partita con meno spettatori:
- Totale spettatori e (media partita):
- Totale gol segnati: 370
- Media gol partita: 3,63
- Incontri disputati: 102

## Classifica marcatori
| Gol | Rigori |  | Giocatore        | Squadra |
| --- | ------ |  | ---------------- | ------- |
| 8   |        |  | Pietro Buscaglia | Torino  |